# Браун, Ханс
Йоханнес «Ханс» Браун (нем. Johannes «Hanns» Braun; 26 октября 1886, Шпальт, Королевство Бавария — 9 октября 1918, Круа-Фонсом) — немецкий легкоатлет, призёр летних Олимпийских игр. Лётчик-истребитель Имперских ВВС.

## Биография
На Играх 1908 года в Лондоне Браун участвовал в трёх беговых дисциплинах. Он выиграл серебряную медаль в составе своей сборной в смешанной эстафете, получил бронзовую награду на дистанции 800 м, и остановился на полуфинале на 1500 м.
На следующей Олимпиаде 1912 в Стокгольме Браун получил ещё одну серебряную медаль в беге на 400 м. Также, он стал шестым на дистанции 800 м и вместе со своей командной остановился на полуфинале в эстафете 4х400 м.
С началом Первой мировой войны, Ханс Браун был мобилизован в Королевский Баварский лейб-пехотный полк. Однако, спустя какое-то время он вызвался добровольцем пройти обучение в училище военно-воздушных сил Германской империи, чтобы стать пилотом. В октябре 1916 года получил звание пилота, а также стал летным инструктором и продолжил воевать в составе 34-й истребительной эскадрильи (нем. Jagdstaffel 34b), находившейся в непосредственном подчинении 1-го Королевского Баварского авиационного батальона. Погиб утром, в 11 часов  9 октября 1918 года,  в результате выполнения боевой задачи по прикрытию действий германских войск. Операция происходила у бельгийской границе, где находится железнодорожный узел Камбре. Это был немного туманный, но прекрасный осенний день. В этом полете Ханс Браун столкнулся с самолётом своего товарища из истребительной эскадрильи, унтер-офицером Ульмом. Случилось это за три недели до Компьенского перемирия. Место своего последнего упокоения он нашел на германском военном кладбище Владсло в Бельгии, место захоронения: Блок 3, могила 2170.